# Alexander-Imitatio
Als Alexander-Imitatio (lateinisch imitatio Alexandri) wird in der althistorischen Forschung der Versuch antiker römischer Persönlichkeiten bezeichnet, die Person bzw. Taten Alexanders des Großen zu imitieren. Die Vorbildfunktion Alexanders, die bereits im Hellenismus entstanden und schon dort für die Diadochen von nicht geringer Bedeutung war (siehe die Ausführungen zum Herrscherkult im Artikel Hellenismus), sollte aber auch das Ende der Antike überdauern.

## Beispiele
In der griechischen Geschichte versuchte Pyrrhos I. ein ähnliches Reich im Westen zu errichten, scheiterte aber bereits in Sizilien. In der römischen Geschichte finden sich mehrere Beispiele für eine Imitation Alexanders, von denen einige im Folgenden genannt werden sollen. Der römische Feldherr Pompeius wurde nach seiner Rückkehr aus dem Osten, wo er unter anderem die Provinz Syria eingerichtet hatte, in Anlehnung an Alexander Pompeius Magnus genannt; aber auch er selbst verglich sich gerne mit dem Makedonenkönig. Auch Marcus Licinius Crassus, Pompeius’ „Kollege“ im Ersten Triumvirat, dürfte Alexander vor Augen gehabt haben, als er 54/53 v. Chr. zu einem Eroberungskrieg gegen das Partherreich auszog, der ihm aber nur Niederlage und Tod brachte. Und auch für den dritten Triumvirn, Gaius Iulius Caesar, war Alexander ein Vorbild. So plante Caesar wie Crassus einen Partherkrieg, wurde jedoch unmittelbar vor dessen Beginn ermordet. Ebenso bewunderten Marcus Antonius, der einen verlustreichen Partherfeldzug durchführte, und Germanicus Alexander.
In der Kaiserzeit waren mehrere Kaiser von der Person Alexanders eingenommen. Augustus soll dessen Grab in Alexandria besucht und ihn auch sonst sehr geschätzt haben. Manche Kaiser waren sogar bestrebt, Alexanders Erfolge im Osten zu wiederholen und planten daher Feldzüge gegen die Parther bzw. später die Sassaniden, die allerdings allesamt mehr oder minder schwere Fehlschläge waren. Caligula soll eine Brustplatte von der Rüstung Alexanders getragen haben, Nero wiederum plante eine Expedition in den Osten und stellte zu diesem Zweck eine „makedonische Phalanx“ auf. Sogar Trajan, einer der militärisch erfolgreichsten Kaiser – wenn seine Eroberungen im Osten auch keinen Bestand haben sollten –, soll sein fortgeschrittenes Alter bereut haben; ansonsten wäre er angeblich wie Alexander bis nach Indien marschiert.
In der Severerzeit nahm die Verehrung für Alexander noch zu: Caracalla habe immer nur über die Taten Alexanders geredet, so weiß es zumindest die allerdings oft sehr unzuverlässige Historia Augusta zu berichten. Aber auch Cassius Dio berichtet ähnliches: Caracalla hatte vom Partherkönig Artabanos IV. die Hand von dessen Tochter gefordert, ähnlich wie Alexander in das Achämenidenhaus eingeheiratet hatte. Als diese Forderung abgewiesen wurde, rüstete Caracalla zum Krieg gegen die Parther. Bereits vorher hatte er eine Phalanx nach makedonischem Vorbild von 16.000 Mann aufgestellt. Ebenso bewunderte Severus Alexander seinen Namensvetter, und selbst in der Zeit der so genannten Reichskrise des 3. Jahrhunderts nahm die Begeisterung kaum ab, sodass sich etwa Gallienus auf einem Medaillon und auf Münzen alexanderhaft abbilden ließ.     
In der Spätantike war Alexander dann eines der Vorbilder für Kaiser Julian, der vielleicht auch deshalb seinen riskanten Persienfeldzug gegen die Sassaniden wagte, Ende Juni 363 aber fiel – und das römische Heer führungslos im Feindesland zurückließ, was beinahe zu dessen Vernichtung geführt hätte.